# Кавасэ, Хасуй
Хасуй Кавасэ (яп. 川瀬 巴水 Кавасэ Хасуй, настоящее имя — Бундзиро Кавасэ (яп. 川瀬 文治郎), 18 мая 1883 года, Токио, Япония — 7 ноября 1957 года, Ота, Токио, Япония) — японский художник, работавший в технике акварели, гравюры и масляной живописи.

## Биография

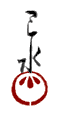
Автограф художника после 1923 года

Хасуй Кавасэ родился в Токио в семье торговца. Из-за серьёзных проблем со здоровьем, которые беспокоили его всю жизнь вплоть до смерти, он провёл значительную часть своего детства в окрестностях Сиобары, где жила его тётя. В двенадцать лет он вынужден был оставить школу. Желание стать художником поддержала его сестра, которая помогала ему материально в годы обучения и первые годы самостоятельной работы. Начал занятия живописью в четырнадцать лет в мастерской художника Бокусэна Аояги, но был вынужден оставить их по настоянию отца. Отец мечтал, чтобы Кавасэ продолжил семейное дело. Конфликт с сыном был урегулирован, когда его сестра вышла замуж за сотрудника магазина и взяла на себя деловые обязанности.
Работал в технике акварели и масляной живописи. Ученик Сабуросукэ Окады, считавшего себя художником европейской школы, он в то время следовал западным традициям, восхищаясь живописью художников группы «Общество Белой лошади». В 26 лет пытался поступить в обучение к Кабураги Киёкате (художнику, работавшему в традиционном японском стиле), но тот сначала отказал ему, а потом всё же принял. Именно Киёкате дал ему новое творческое имя — «Хасуй», хотя наибольшее влияние на его стиль по признанию самого Кавасэ оказало творчество другого художника — Имамуры Сико (1880—1916). Два года обучения у Кабураги дали результат — крупный издатель Сёдзабуро Ватанабэ приступил к сотрудничеству с молодым художником. Сам художник признавал впоследствии, что огромное влияние на его творчество оказало знакомство с циклом художника Синсуя Ито «Восемь видов на озеро Бива», который был представлен на совместной выставке художественных обществ «Ugokai» и «Kyodokai». В это время Кавасэ активно работал с крупными японскими журналами, занимаясь их дизайном.
Художник часто путешествовал в поисках натуры. Он был невысокого роста и близорук, что доставляло ему дополнительные сложности в работе. Хасуй Кавасэ был вынужден носить толстые очки. На путешествия он тратил много денег, так что не разбогател, хотя и жил в достатке. Дважды терял свой дом: в 1923 году во время великого землетрясения Канто, а затем — после бомбардировок Токио в 1945 году.
С 1918 по 1923 годы Хасуй Кавасэ сотрудничал с лидером школы син-ханга Ватанабэ, который пытался придать традиционной гравюре укиё-э большую индивидуальность стиля. Первым опытом их сотрудничества стали «Четыре вида горячих источников в Сиобаре» (1918). Наиболее яркими работами данного времени стали две серии пейзажей Кавасэ: «Воспоминания о путешествии» (между 1919 и 1923 годами) и «Двенадцать видов Токио» (1919).
В этот период Кавасэ получил заказ на выполнение восьми пейзажей виллы и сада барона Кояты Ивасаки; гравюры были использованы впоследствии в качестве сувениров для гостей барона. Коята Ивасаки (1879—1945) — японский предприниматель, четвёртый руководитель дзайбацу Mitsubishi Group с 1916 по 1945 год, один из самых богатых и влиятельных людей того времени.
Ватанабэ опубликовал более ста работ Кавасэ. Во время пожара после землетрясения 1 сентября 1923 года типография Ватанабэ и дом Кавасэ сгорели. Художник также работал и с другими издателями, среди которых: Кавагути в 1929 году, Дои Тэйкити в 1931 году, Иида в 1932 году и другие.
Творчество Кавасэ было хорошо представлено на коллективных выставках японских художников в Испании («Специальная выставка современных японских гравюр», Толедо, 1930; «Современные японские гравюры: работы десяти художников за последние пять лет», Толедо, 1936). Во время II мировой войны он провел много времени в Сиобаре. После войны его известность в Европе была использована правительством Японии для представления страны в туристических изданиях.
В 1956 году Кавасэ получил почётное звание «Живого национального сокровища Японии». Скончался он в возрасте 74 лет. За свою жизнь Кавасэ создал более 600 сельских и городских пейзажей. В Японии в настоящее время Кавасэ, наряду с Хокусаем и Хиросигэ, составляет тройку крупнейших японских живописцев. Он стал известен на Западе благодаря американскому коллекционеру Роберту О. Мюллеру (1911—2003). Именно с приобретения работы Хасуя Кавасэ за 5 долларов в 1931 году он начал создавать свою японскую коллекцию.
Долгое время художник был больше известен за границей, чем на родине. В последнее время интерес к его творчеству возродился и в Японии. Крупные выставки работ художника состоялись в музее искусств города Тиба в 2013—2014 годах и в мемориальном музее Банки Маруямы в 2015—2016 годах.

## Особенности творчества
Хасуй Кавасэ специализировался на изображении ландшафтов. В его гравюрах есть изображения людей, но их мало. Они выполняют функцию стаффажа в картинах западноевропейских пейзажистов. Даже на картинах, изображающих города, лишь пустынные улицы. Сам Кавасэ объяснял это трудностями создания эскиза, поскольку люди не статичны. Он создавал гравюры, акварели, картины маслом. Как и импрессионисты, художник изображал элементы повседневной жизни: дома, поля, ручьи, холмы. Подобно Клоду Моне он рисовал одни и те же места в разное время суток, в различную погоду, любил изображать дождь и снег. Он экспериментировал со светом, изображая объект сначала в солнечный день, а затем — в лунную ночь. Кавасэ считал себя реалистом и использовал знания западной живописи в своих композициях. Он также занимался художественной росписью по ткани и создавал традиционные подвесные свитки и ширмы.
Во время путешествий по Японии Кавасэ писал эскизы, которые позднее раскрашивал; по возвращении в столицу он передавал работы ксилографам и печатникам, но продолжал участвовать в производственном процессе и далее (в гравировке досок, с которых делают оттиски). Кавасэ отмечал, что оттиск мог выглядеть лучше его эскиза, а мог уступать ему.
Работы Кавасэ пользуются большим спросом среди коллекционеров. Цены варьируются от нескольких сотен до нескольких тысяч долларов соответственно за отпечатки после и до землетрясения 1923 года. Помимо состояния гравюры, которое является важнейшим фактором стоимости, цена также зависит от того, когда была напечатана копия. Специалисты выделяют пять основных периодов: 1) период до землетрясения (до сентября 1923 года), 2) до Второй мировой войны, 3) до 1945 года, 4) после Второй мировой войны до смерти художника в 1957 году, 5) посмертные тиражи с 1958 до 1988 год, эти издания были напечатаны с оригинальных камней и были опубликованы внуком Сёдзабуро Ватанабэ, они ручной работы, но цены на них значительно ниже по сравнению с ранними довоенными изданиями.

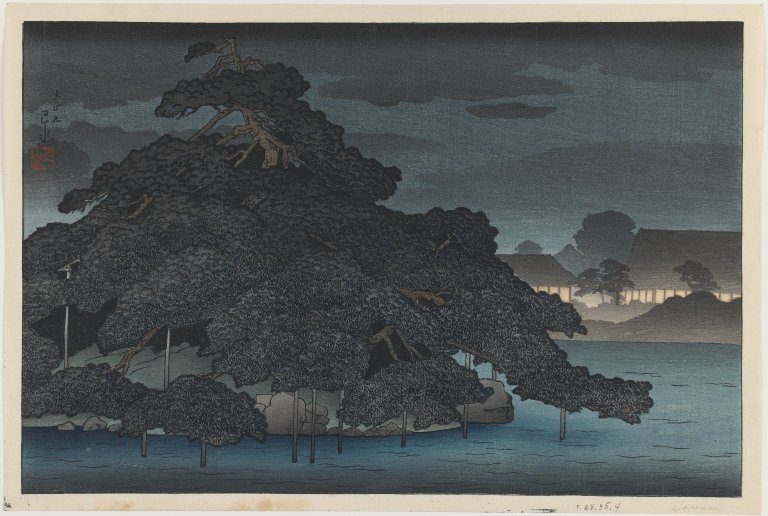
Хасуй Кавасэ. Сосновый остров ночью в дождь, 1920
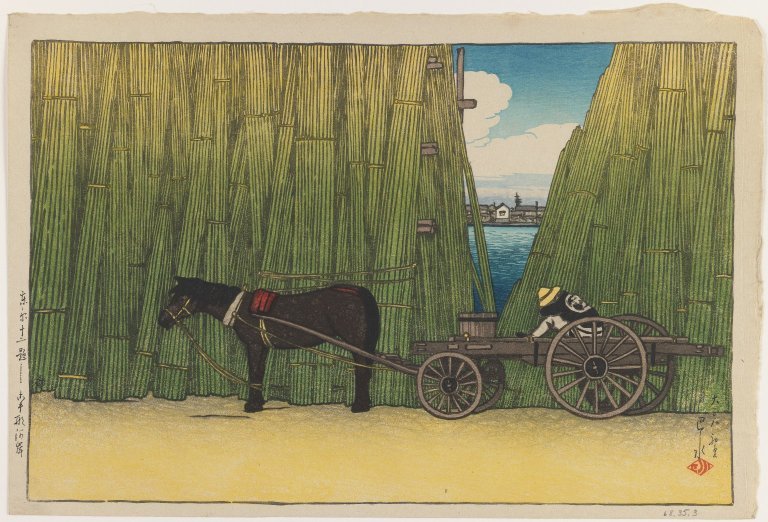
Хасуй Кавасэ. 12 видов Токио. Берег реки Комагата, 1919
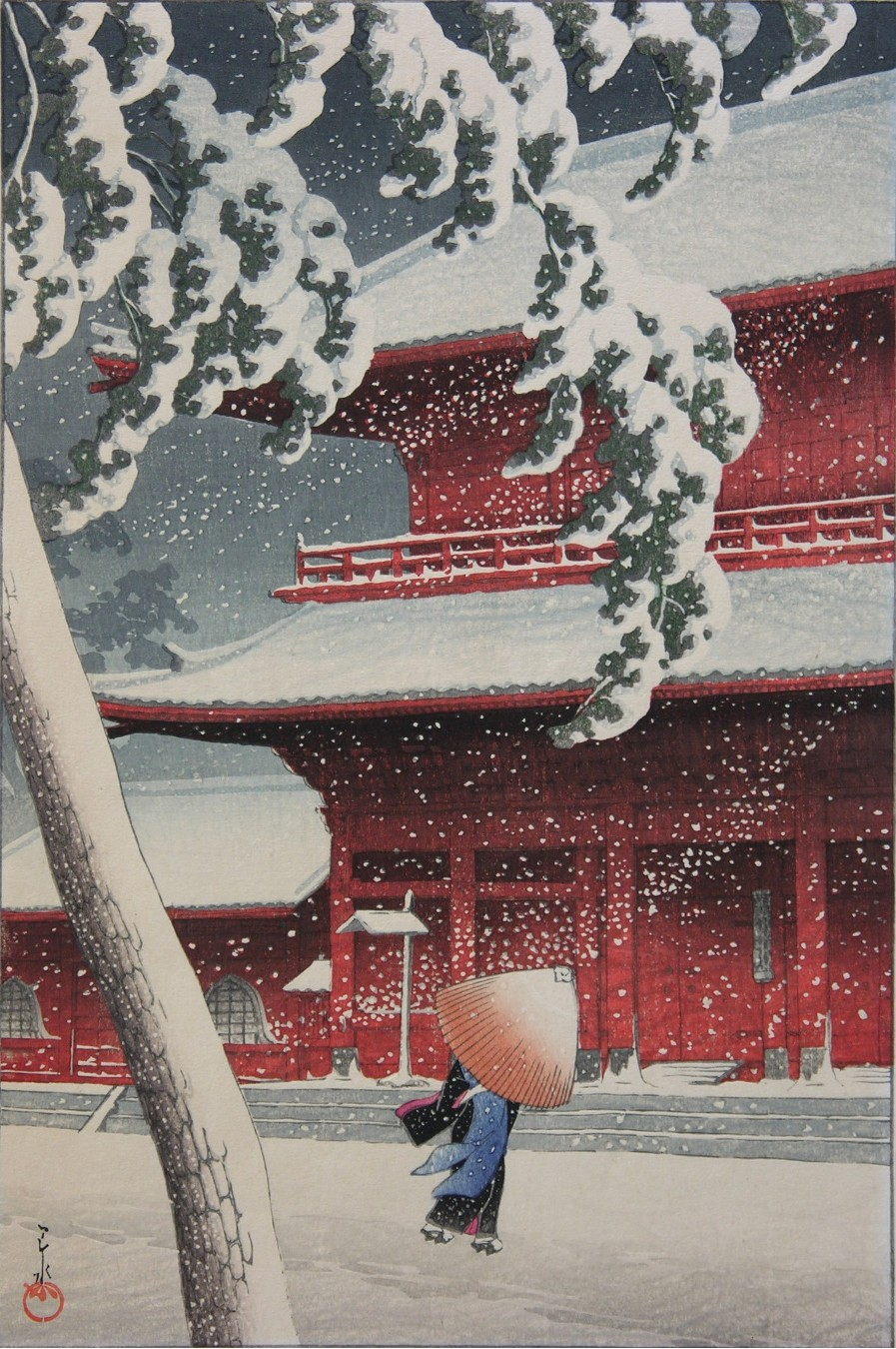
Хасуй Кавасэ. Храм Дзодзё-дзи в Сибе, 1925
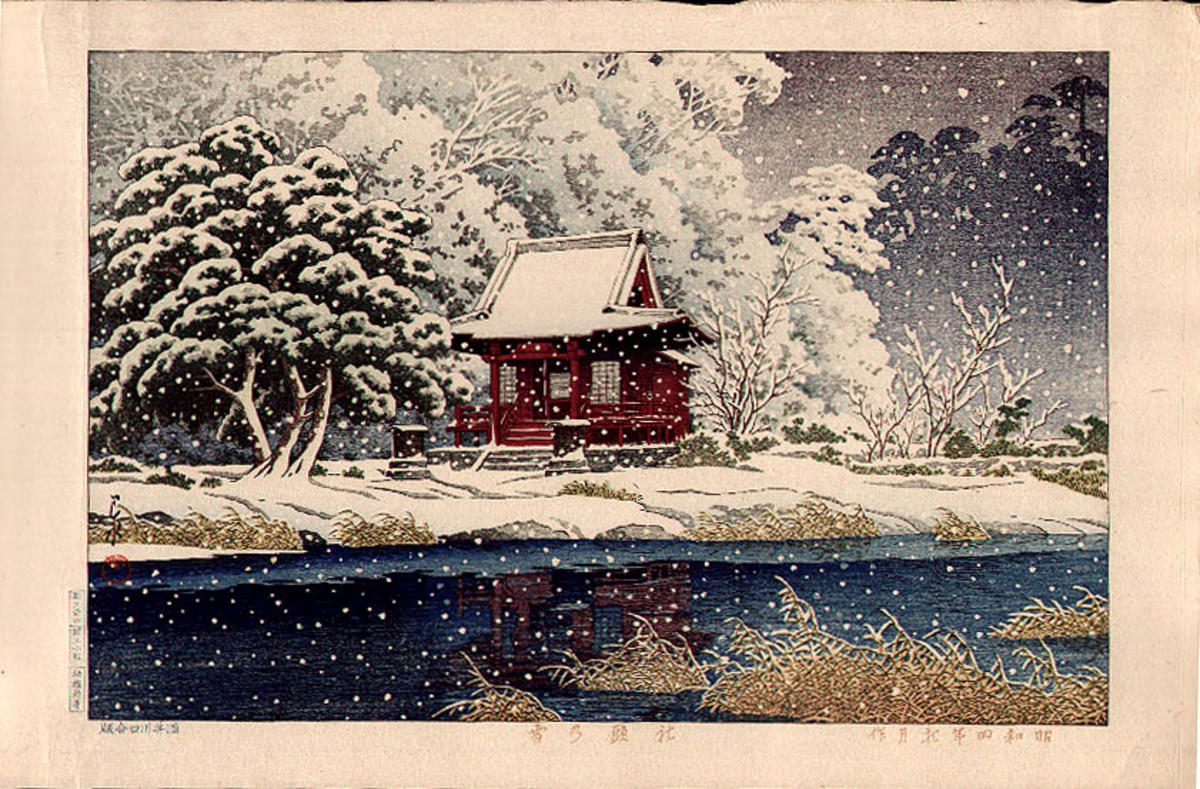
Хасуй Кавасэ. Снег в святилище Инокасира-Бэнтэн, 1929
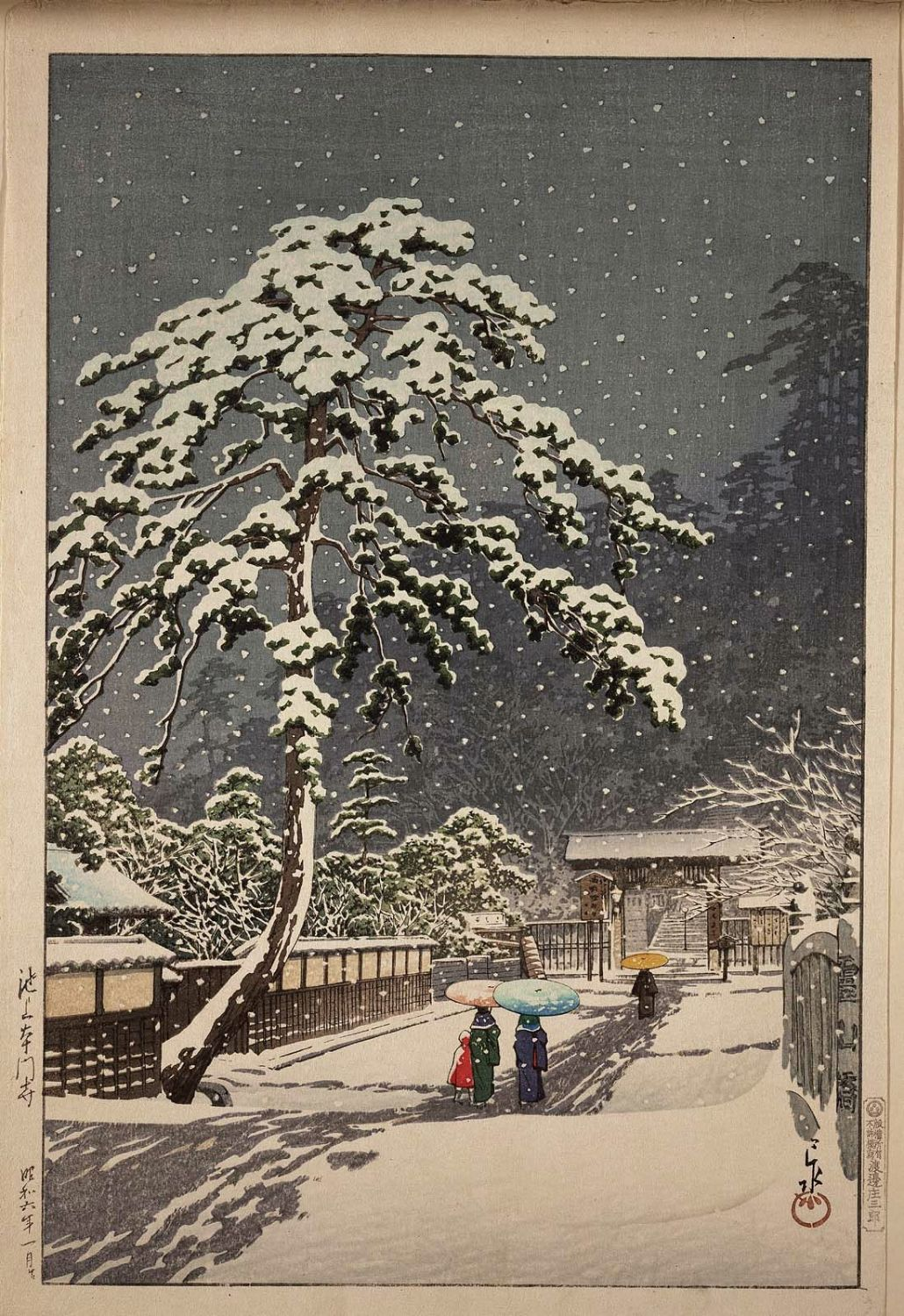
Хасуй Кавасэ. Икэгами-хоммондзи, 1931
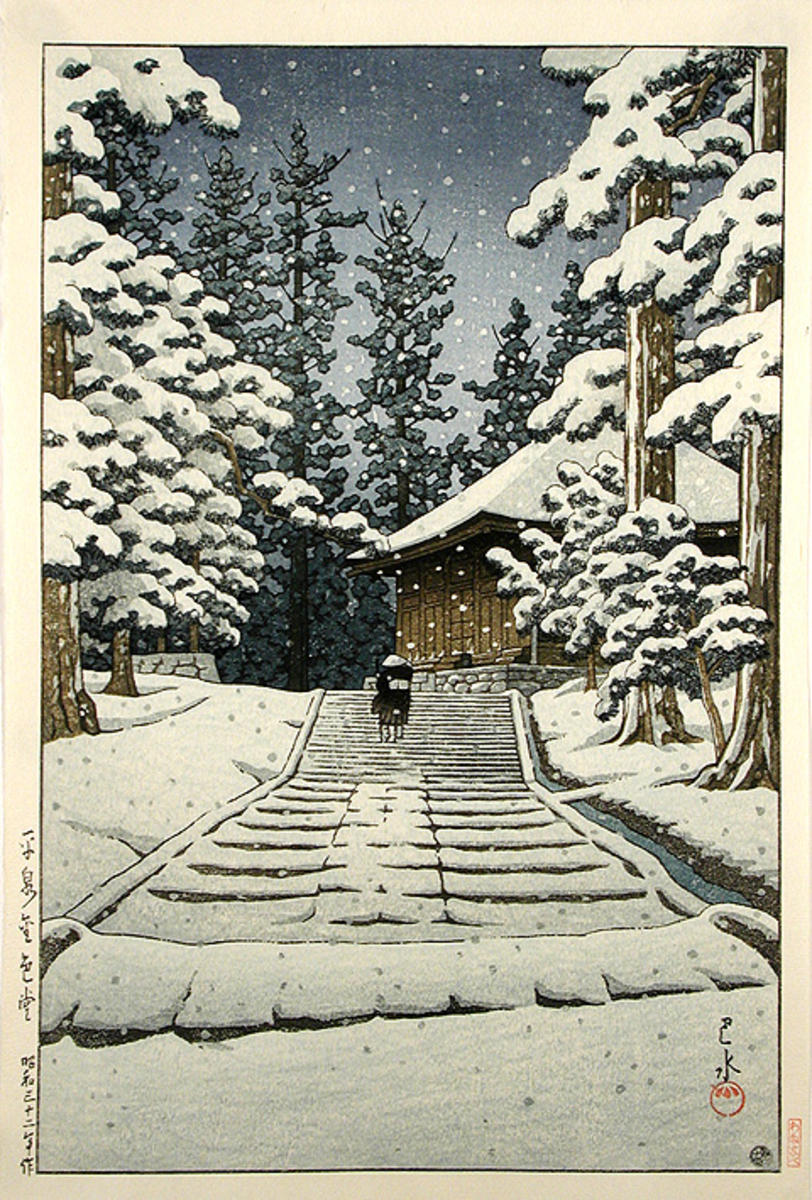
Хасуй Кавасэ. Кондзикидо под снегом. Хираидзуми, 1957